# 巴瓜諾斯
巴瓜诺斯（Báguanos）是古巴奥尔金省的一个市镇。

## 地理
巴瓜诺斯位于该省中部，距奧爾金34公里，距巴內斯52公里，总面积806平方公里。巴瓜诺斯下轄几个村庄，人口最多的是塔卡霍，共有11273人。 

## 人口
2004年，巴瓜诺斯人口为54854人，人口密度为65.6/平方公里。